# Lorenz Landstorfer
Lorenz Landstorfer (ur. 8 października 1914, zm. 30 października 1948 w Krakowie) – zbrodniarz nazistowski, Schutzhaftlagerführer w niemieckim obozie koncentracyjnym Plaszow i SS-Hauptscharführer.

## Życiorys
Urodził się w Brückmühl. Z zawodu robotnik. W czasie II wojny światowej pełnił służbę w kierownictwie obozu w Płaszowie. Sprawował tam między innymi stanowiska szefa obozowego gestapo, kierownika obozu dla Polaków i Schutzhaftlagerführera. Należał również do załogi obozów w Szebniach i Sachsenhausen (kierował tu magazynem, w którym gromadzono mienie pomordowanych więźniów). 
Po zakończeniu wojny zasiadł na ławie oskarżonych wraz z 20 innymi esesmanami, którzy pełnili służbę w obozach Płaszów i Auschwitz-Birkenau w procesie, który odbywał się przed polskim Sądem Okręgowym w Krakowie. Wyrok został ogłoszony 23 stycznia 1948. Landstorfer został skazany na karę śmierci przez powieszenie. Wyrok wykonano pod koniec października 1948. 